# Yaron Shani
Pour les articles homonymes, voir Shani (homonymie).
Yaron Shani, né le 19 janvier 1973 à Tel Aviv-Jaffa (Israël), est un réalisateur israélien.

## Biographie
Yaron Shani étudie le cinéma à l'université de Tel Aviv où il réalise son film de fin d'études, Disphoria, en 2004. Le film remporte un prix au festival du film étudiant Sehsuchten à Potsdam.
Dès 1998, Shani a l'idée d'un thriller multi-perspectives sur les gangsters et les policiers qui se rencontrent à plusieurs niveaux et vivent dans leur propre monde. Il fait la connaissance de Scandar Copti avec qui, à partir de 2002, il développe l'idée du scénario. Le film qui sort en 2009 sous le titre Ajami. Ajami reçoit des bonnes critiques nationales et internationales et remporte plusieurs prix de cinéma. Après avoir reçu le Prix du film israélien du meilleur film, il est automatiquement proposé à l'Oscar du meilleur film en langue étrangère et figure parmi les cinq nommés.

## Filmographie partielle

### Au cinéma
- 2003 : Disphoria
- 2009 : Ajami
- 2013 : Life Sentences
- 2018 : Stripped (en)[1] (1er film de la trilogie de l'amour)
- 2019 : Chained (en)[2] (2e film de la trilogie de l'amour)
- 2020 : Beloved[3] (3e film de la trilogie de l'amour)

## Récompenses et distinctions (sélection)
- 2010 : Oscars : nomination à l'Oscar du meilleur film en langue étrangère pour Ajami
- 2009 : Ophirs du cinéma :
  - meilleur film pour Ajami
  - meilleur réalisateur pour Ajami
  - meilleur montage pour Ajami
- 2009 : Sutherland Trophy
- 2019 : Festival du film de Jérusalem : prix Haggiag du meilleur long métrage israélien pour Chained